# Байер, Адольф
Иоганн Фридрих Вильгельм Адольф фон Ба́йер (нем. Johann Friedrich Wilhelm Adolf von Baeyer; 31 октября 1835, Берлин — 20 августа 1917, Штарнберг, близ Мюнхена) — немецкий химик-органик, лауреат Нобелевской премии по химии 1905 года.
Член Баварской академии наук (1877), иностранный член Лондонского королевского общества (1885), Парижской академии наук (1910; корреспондент с 1886), иностранный член-корреспондент Петербургской академии наук (1892).

## Биография
Адольф фон Байер был старшим из пяти детей Иоганна Якоба Байера, офицера прусской армии, автора научных работ по географии и преломлению света в атмосфере, и его супруги Евгении, дочери издателя Юлиуса Эдуарда Гитцига; родился в Берлине 31 октября 1835 года. Окончив гимназию Фридриха Вильгельма, в 1853 году он поступил в Берлинский университет, где в течение двух последующих лет занимался изучением математики и физики. После года службы в армии Байер стал студентом Гейдельбергского университета и приступил к изучению химии под руководством Роберта Бунзена. В Гейдельберге Байер поначалу занимался физической химией, но затем увлёкся органической химией и стал работать у Фридриха Августа Кекуле в его лаборатории в Гейдельберге. Здесь Байер провёл работу по исследованию органических соединений мышьяка, за которую ему была присуждена докторская степень.
С 1858 года в течение двух лет он вместе с Кекуле работал в Гентском университете в Бельгии, а затем возвратился в Берлин, где читал лекции по химии в Берлинской высшей технической школе. В 1872 году Байер переехал в Страсбург и занял место профессора химии в Страсбургском университете. В 1875 году, после смерти Юстуса фон Либиха, Байер стал преемником этого известного химика-органика, заняв должность профессора химии в Мюнхенском университете. В 1914 году подписал открытое письмо «К культурному миру».

## Награды и память
В 1885 году, в день 50-летия Байера, в знак признания его заслуг перед Германией учёному был пожалован наследственный титул, давший право ставить частицу «фон» перед фамилией.
В число наград, полученных Байером, входила медаль Дэви, присуждённая Лондонским королевским обществом в 1881 году.
В 1903 году Байер стал первым учёным, награждённым медалью Либиха.
В 1905 году Байеру была присуждена Нобелевская премия по химии «за заслуги в развитии органической химии и химической промышленности благодаря работам по органическим красителям и гидроароматическим соединениям».
В 1912 году награждён медалью Эллиота Крессона.
Он был членом Берлинской академии наук и Германского химического общества.
С 1911 года Общество немецких химиков присуждает Памятную медаль имени Адольфа фон Байера (нем. Adolf-von-Baeyer-Denkmünze).
22 января 2009 года Международный астрономический союз присвоил имя Адольфа фон Байера кратеру в районе южного полюса Луны.

## Научная работа
Своё первое химическое открытие Байер сделал в 12-летнем возрасте, получив новую двойную соль — карбонат меди и натрия.
Научные работы Байера относятся главным образом к синтетической органической химии и стереохимии. Первой важной работой Байера стало его исследование простейших мышьякорганических соединений, произведённое им в конце 50-х годов в лаборатории Бунзена. Байер открыл барбитуровую кислоту и барбитураты (1864). 

### Синтез индиго
В 1866 году получил окислением индиго изатин (впервые выделенный в 1841 году французским химиком О. Лораном) и ввёл метод восстановления органических соединений цинковой пылью в практику органического синтеза. В 1869 году (совместно с немецким химиком А. Эммерлингом) синтезировал индол сплавлением o-нитрокоричной кислоты с гидроксидом калия, затем его производные, в том числе изатин. Конденсацией аммиака с ацетальдегидом получил пиколины и коллидины (1870). Восстановил нафталин до тетрагидронафталина и мезитилен до тетрагидромезитилена (1870). Совместно с Г. Каро в 1870 году синтезировал индол из этиланилина. В 1879 году открыл индофениловую реакцию — появление синего окрашивания при смешении бензола с изатином в присутствии концентрированной серной кислоты. Осуществил синтез индиго из динитрофенилдиацетилена (1883) и предложил его структурную формулу; эти работы Байера сделали возможным промышленное производство синтетического индиго. Получил инден из o-ди(бромметил)бензола и натриймалонового эфира (1884), терефталевую кислоту (1886) и геометрические изомеры гексагидрофталевой кислоты (1888).

### Теория напряжения
В 1885 году Байер выдвинул теорию напряжения (Spannungstheorie), устанавливающую зависимость прочности углеводородных циклов от величины углов между связями углерод-углерод. 
«1. Углеродный атом, как правило, четырехвалентен. 
2. Все четыре валентности равноценны между собой. 
3. Эти четыре валентности равномерно распределены в пространстве и соответствуют углам правильного тетраэдра, вписанного в шар. 
4. Атомы и группы, присоединенные с помощью этих четырех валентностей, не могут сами по себе меняться местами. Доказательство: имеются два а, b, b, d-тетразамещенных производных метана. Закон Ле Беля — Вант-Гоффа. 
5. Углеродные атомы могут соединяться друг с другом одной, двумя или тремя валентностями. 
6. Эти соединения образуют либо открытые, либо циклоподобные замкнутые цепи». 
Ядро «теории напряжения» Байера составляет вторая часть седьмого, дополнительного положения: «7. Четыре валентности углеродного атома действуют в направлениях, которые связывают центр шара с углами тетраэдра и которые образуют друг с другом угол 109°28'. Это направление притяжения может отклоняться, что влечет за собой напряжение, возрастающее вместе с величиной отклонения». 
Рассматривая углеродный скелет циклических соединений как плоский многоугольник, учёный определял напряжение в нем как половину абсолютной величины разности между внутренним углом многоугольника и нормальным тетраэдрическим углом между углеродными атомами, равным 109°28', что объясняло, почему пяти- и шестичленные циклы наиболее устойчивы. 
«Теорию напряжения» критиковали Е. Е. Вагнер, В. В. Марковников, А. Вернер, С. С. Наметкин, однако последующие исследования о неплоском строении циклов (Г. Заксс, Е. В. М. Мор, Д. Бартон, О. Хассель) и деформации углов тетраэдра не только под влиянием образования цикла, но и при обычных реакциях замещения (К. К. Ингольд) позволили подтвердить теорию Байера. 

### Формула бензола
В 1887 г. одновременно с Г. Э. Армстронгом (1848–1937) Байер предложил центрическую формулу бензола, которая наиболее близка к современной электронной формуле (Partington J. R., ук. соч. т. 3, с. 802 —.805).
В 1887 году экспериментально доказал идентичность всех углеродных атомов в бензоле и предложил (одновременно с Г. Э. Армстронгом) центрическую формулу бензола. Ввёл в структурную теорию понятие о цис-транс-изомерии (1888); в 1896 году обнаружил цис-транс-изомерию в ряду терпенов.

### Научная школа
Адольф фон Байер создал большую школу немецких химиков-органиков; среди его учеников были Г. О. Виланд, К. Гребе, К. Т. Либерман, В. Мейер, Э. Фишер, Э. Бухнер и др. После переезда в Мюнхен его лаборатория размещалась рядом с домом, и Байер лично курировал всех стажёров. 
Он читал лекции в университете, давая детальное описание сложных органических синтезов и множество формул по принципу «я бросаю людей в море, и пусть выплывают кто как может». Он также сопровождал лекции опытами и примерами из жизни, считая, что для понимания сложных процессов оргсинтеза необходимо зрительное представление. Например, на лекции о крахмале, упомянув о его гидролизе различными ферментами, Байер предлагал ассистенту пожевать рисовую кашу, чтобы слушатели убедились, что один из таких ферментов содержится и в слюне: в результате гидролиза крахмала образуется глюкоза. 

## Семья
Дочь Евгения вышла замуж за учёного Оскара Пилоти. 
Сыновья Ганс и Отто.
Сын Франц умер в 1881 году от бешенства.